# Đuro Šporer
Đuro Matija Šporer (Karlovac, 24. veljače 1795. – Rijeka, 1. kolovoza 1884.), hrvatski književnik i liječnik
Osnovnu školu je pohađao u Karlovcu i Kisegu (Mađarska), tada je to bila pučka škola, gimnaziju je pohađao u Zagrebu i Senju. Medicinu i filozofiju studirao je i diplomirao u Beču.
Napisao je mnoge medicinske rasprave. Još u mladosti počeo je pisati književna djela pod pseudonimom Jure Matić. Jedan je od malobrojnih prethodnika ilirizma (objavio je "Oglasnik ilirski" 1818. godine, a "Almanah ilirski" 1823., dakle 17 odnosno 12 godina prije Gajevih Novina Horvatzkih). Zauzimao se za uporabu hrvatskoga jezika.

## Djela
- "Oglasnik ilirski" (1818.)
- "Almanah ilirski" (1823.)[1]
- "Kastriota Skenderbeg" (drama - 1849.)
- "Lijek za objesnu ženu"
- "Propast Republike Dubrovačke"
- "Dimitrija"
- "Strast i bludnja" (1851.)
- "Edipos" (drama - 1858.)